# 1972
1972 fou un any bixest del calendari gregorià (MCMLXXII).

## Esdeveniments
Països Catalans
- Catalunya Nord: Els municipis Òpol i Perellós se junten per formar l'actual vila d'Òpol i Perellós, la vila més septentrional dels Països Catalans.
- Principat de Catalunya: El municipi de la Prenyanosa passa a formar part de Cervera.
- 11 de febrer - Vandellòs (el Baix Camp): hi entra en funcionament la central nuclear Vandellòs I.

Resta del món
- 10 de gener - Sheikh Mujibur Rahman és nomenat primer cap de govern del nou estat independent de Bangladesh.
- 26 de gener - Una bomba de la banda terrorista pronazi Ustaixa destrueix en vol un avió de la companyia JAT Airways.
- 30 de gener - 13 manifestats morts en els fets del Diumenge Sagnant a Irlanda del Nord. Una altra persona morirà al cap de pocs mesos a causa de les ferides.
- 21 de febrer - La nau soviètica Lluna 20 arriba a la Lluna.
- 21 de febrer - El president nord-americà Richard Nixon visita per primer cop la Xina.[1]
- 7 de març - Madrid (Espanya): la Conferència Episcopal espanyola elegeix com a president el cardenal Vicent Enrique i Tarancón.
- 25 de març - Fracassa un cop d'estat al Salvador per derrocar el president Fidel Sánchez Hernández.
- 10 d'abril - Moren 5.000 persones en un terratrèmol de 7 graus a la província de Fars, Iran.
- 16 d'abril - Centre espacial John F. Kennedy, (Merritt Island, Florida, EUA) Va ser llançat l'Apollo 16, cinquena missió tripulada a la Lluna.[2]
- 22 de maig - Ceilan es converteix en la república de Sri Lanka.
- 6 de setembre - Múnic (Baviera, Alemanya): cinc activistes del grup terrorista Setembre Negre segresta i després assassina 11 atletes i entrenadors israelians que participaven en els Jocs Olímpics (massacre de Múnic).
- 13 d'octubre - Es produeix el famós accident aeri dels Andes on sobreviuen 16 persones durant 72 dies perduts a les muntanyes andines ingerint carn humana dels difunts en l'accident per tal de sobreviure.
- 7 de novembre - Eleccions presidencials dels Estats Units de 1972. El president republicà Richard Nixon és escollit de nou davant de George McGovern.
- 23 de desembre - Un sisme de 6,2 graus mata a 6.000 persones i destrueix la capital de Nicaragua, Managua.
- Creació de la nina Blythe.

### Música
| M/d   | Artistes           | Títol                                                         | Estil      |
| ----- | ------------------ | ------------------------------------------------------------- | ---------- |
|       | Lluís Llach        | Com un arbre nu                                               | cançó      |
| 06/06 | David Bowie        | The Rise and Fall of Ziggy Stardust and the Spiders from Mars | rock       |
| 12/04 | Deep Purple        | Made in Japan                                                 | rock dur   |
| 08/15 | The Doors          | Full Circle                                                   | fusió      |
| 12/01 | Gentle Giant       | Octopus                                                       | rock       |
| 06/02 | Pink Floyd         | Obscured by Clouds                                            | rock prog. |
| 05/12 | The Rolling Stones | Exile on Main Street                                          | rock       |
| 09/13 | Yes                | Close to the Edge                                             | rock prog. |

Enguany es fundaren l'Esbart del Centre Moral i Instructiu de Gràcia i el grup gallec Fuxan os Ventos.
- 18feb  Taylor Hawkins (Foo Fighters)
- 16jul  Carles Belda, acordioniste i cantant
- 6ago  Geri Halliwell (Spice Girls)
- 12des  Hank Williams III, cantant de country

### Premis Nobel
| Camp                  | Guardonats                                                      |
| --------------------- | --------------------------------------------------------------- |
| Física                | - John Bardeen - Leon Neil Cooper - Robert Schrieffer           |
| Química               | - Christian B. Anfinsen - Stanford Moore - William Howard Stein |
| Medicina o Fisiologia | - Gerald Edelman - Rodney Robert Porter                         |
| Literatura            | - Heinrich Böll                                                 |
| Pau                   | - Willy Brandt                                                  |
| Economia              | - John Hicks - Kenneth Arrow                                    |

### Videojocs
| M/d   | jocs      |         | sist. |
| ----- | --------- | ------- | ----- |
|       | Empire    |         | BASIC |
|       | Star Trek | PDP     |       |
| 10/03 | Invasion  | Odyssey |       |

```
Fa 53 anys
```

El 27 de juny s'incorporà l'empresa Atari, fundada pels productors del Computer Space, Nolan Bushnell i Ted Dabney.
- 5jun  Cristina Scabbia (Daymare 1994 Sandcastle)
- Atari, Inc. (1972-1984)
- La Magnavox Odyssey
- Cabina del Pong
- Pantalla del Pong
- Hunt the Wumpus

Al setembre eixí al mercat estatunidenc la primera consola de joc, Magnavox Odyssey.
El 29 de novembre Atari tragué la màquina recreativa PONG, el primer videojoc popularitzat.

## Naixements
Països Catalans
- 2 de gener - Valls, Alt Camp: Laia Bonet, política catalana i professora de Dret a la Universitat Pompeu Fabra.[4]
- 23 de gener - Barcelona: Natza Farré i Maduell, periodista i comunicadora catalana.[5]
- 30 de gener - Sarrià de Ter, Gironès: Encarnación Granados Aguilera, atleta catalana.[6]
- 11 de febrer - Premià de Mar, Maresme: Marina Ferragut Castillo, jugadora de bàsquet catalana.[7]
- 11 de març - Palma, Mallorca: Maria-Magdalena Brotons i Capó, doctora en història de l'art i professora de la UIB, experta en cinema.[8]
- 15 de març - Mataró, Maresme: Espartac Peran: periodista i presentador de televisió català.
- 21 de març - Felanitx: Catalina Soler, política mallorquina, alcaldessa de Felanitx, ha estat diputada al Parlament Balear i senadora.[9]
- 23 de març - Montcada, Horta de València: Núria Roca Granell, presentadora de televisió valenciana.[10]
- 15 d'abril - Castelló de la Plana: Carmina Martinavarro Molla, psicòloga i política, ha estat diputada a les Corts Valencianes i regidora.[11]
- 17 de maig:
  - Llucmajor: Antoni Vadell i Ferrer, bisbe mallorquí (m. 2022).
  - Barcelona: Marta Andrade, esportista catalana de patinatge artístic sobre gel, vuit cops campiona d'Espanya.[12]
- 26 de maig - Reus: Gerard Escoda Nogués, futbolista català (m. 2023).
- 31 de maig, Carcaixent, Anna Oliver i Borràs, advocada i activista cultural valenciana.[13]
- 3 de juny - Cabras, Sardenya: Michela Murgia, escriptora sarda (m. 2023).[14]
- 19 de juny - Ripoll: Teresa Jordà, política catalana, ha estat alcaldessa de Ripoll, diputada i consellera del Govern de Catalunya.[15]
- 16 de juliol - Sabadell: Carles Belda, acordionista català.
- 28 de juliol - Terrassa, Vallès Occidental: Rosa Boladeras, actriu catalana de teatre i televisió.
- 3 d'agost - Barcelona: Adrià Collado, actor i empresari.
- 30 d'agost - Barcelona: Cristina Puig i Vilardell, periodista catalana.[16]
- 4 de setembre - Girona: Glòria Gauchia Vila, jugadora de tennis de taula, campiona de Catalunya individual.[17]
- 9 de setembre - Sabadell: Mònica Bosch i Forrellad, esquiadora d'esquí alpí i dirigent esportiva catalana.[18]
- 29 de setembre: 
  - Barcelona: Núria Prims, actriu catalana de cinema i televisió.[19]
  - Madrid: Eva Menor Cantador, advocada i política catalana, alcaldessa de Badia del Vallès des de 2009.[20]
- 6 d'octubre - Barcelona: Virginia Pérez Alonso, periodista catalana, directora del diari Público.[21]
- 15 de novembre - Barcelona: Montserrat Martí, soprano catalana.[22]
- 25 de novembre - Figueres: Marta Felip i Torres, politòloga catalana experta en administració.[23]
- 6 de desembre - Barcelona: Mariona Carmona i Martínez, jugadora d'hoquei sobre patins i roller derby catalana.[24]
- 15 de desembre - Barcelona: Manuel Gibernau Bultó, conegut com a Sete Gibernau, pilot de motociclisme de velocitat.
- 22 de desembre - Riudellots de la Selva: Sílvia Paneque i Sureda, química i política gironina, regidora de l'Ajuntament de Girona.[25]

Resta del món
- 1 de gener: Lilian Thuram, futbolista francès.
- 11 de gener, Nova York, Estat de Nova York, EUA: Amanda Peet, actriu estatunidenca.[26]
- 10 de febrer, Rheinfelden, Baden-Württemberg: Hans-Dieter Dreher, genet de salt a cavall alemany.
- 11 de gener, Nova York, Estat de Nova York, EUA: Amanda Peet, actriu estatunidenca.
- 22 de gener, Rio de Janeiro: Miguel Gustavo, escriptor, periodista i Compositor brasiler.
- 1 de febrer, Monròvia, Libèria): Leymah Gbowee, activista africana, Premi Nobel de la Pau de 2011.[27]
- 17 de febrer: Billie Joe Armstrong, vocal i guitarrista estatunidenc dels Green Day.
- 29 de febrer, Madrid: Pedro Sánchez, polític espanyol (actual president del govern espanyol).
- 2 de març, 
  - Las Palmas de Gran Canaria: Roberta Marrero, artista contemporània, cantant i actriu espanyola.[28]
  - Reghin, Romania: Réka Albert, científica romanesa-hongaresa, física i biòloga, creadora del model Barabási-Albert.[29]
- 6 de març: Shaquille O'Neal, basquetbolista estatunidenc.
- 17 de març: Guayaquil: Ana Cecilia Blum, llicenciada en ciències polítiques i socials, escriptora i periodista equatoriana.[30]
- 19 de març, Esslingen am Neckar, Alemanya: Isabelle Faust, violinista alemanya, una de les violinistes més importants del segle xxi.[31]
- 21 de març, Nairobi, Kenyaː Louise Leakey, antropòloga i paleontòloga.[32]
- 30 de març: Istanbul: Ravza Kavakçı Kan, política turca.[33]
- 31 de març, Santiago de Xile, Xile: Alejandro Amenábar, director i guionista hispanoxilè.[34]
- 16 d'abril - Montsó (Aragó): Conxita Martínez, tennista.[35]
- 19 d'abril, Recife, Brasil: Rivaldo, futbolista.
- 25 d'abril, Hovsta, Örebro, Suècia: Sofia Helin, actriu sueca.[36]
- 2 de maig, Hayward, Califòrnia: Dwayne Johnson, lluitador professional i actor nord-americà.
- 10 de maig, Datteln, Alemanya Occ.: Katja Seizinger, esquiadora alpina alemanya, medallista olímpica i 36 victòries a la Copa del món.[37]
- 21 de maig, Brooklyn, Nova York (EUA): The Notorious B.I.G., raper nord-americà (m. 1997).[38]
- 26 de maig, Palència: Trinidad Arroyo, intel·lectual i metgessa espanyola, primera doctora en oftalmologia i otologia a Espanya (m. 1959).[39]
- 3 de juny, Cabras, Sardenya: Michela Murgia, escriptora sarda.
- 23 de juny: Marsella (França): Zinédine Zidane, futbolista francès.[40]
- 6 de juliol: Laurent Gaudé, dramaturg i escriptor francès, Premi Goncourt 2004.[41]
- 10 de juliol: Sofía Vergara, actriu colombiana.
- 19 de juliol: Umlazi, Sud-áfrica: Zanele Muholi, fotògrafa, artista visual i activista LGBT sud-africana.[42]
- 16 d'agost, Bilbao: Abigail Lazkoz, artista plàstica basca resident a Nova York, amb una obra basada en la pintura, el dibuix i el text.[43]
- 30 d'agost: Cameron Diaz, actriu estatunidenca.
- 21 de setembre: Liam Gallagher, cantant i compositor britànic d'Oasis.
- 27 de setembre: Gwyneth Paltrow, actriu estatunidenca.
- 28 de setembre, Wisconsin: Kevin MacLeod, compositor estatunidenc.
- 13 d'octubre: Gaëtan Roussel, cantant i músic francès.
- 17 d'octubre: St. Joseph, Missouri (EUA): Eminem, músic de rap estatunidenc.[44]
- 25 d'octubre - París (França): Esther Duflo, economista francesa, Premi Nobel d'Economia de l'any 2019[45]
- 4 de novembre: Luis Figo, futbolista portuguès.
- Buenos Aires: Ariel Abadi, actor argentí.
- Devon: Quentin S. Crisp, escriptor.

## Necrològiques
Països Catalans
- 4 de gener - València: Manuel González Martí, dibuixant, historiador i erudit valencià, fundador del Museu de Ceràmica de València.
- 10 de gener - Barcelona: Carme Bau i Bonaplata, soprano catalana (n. 1889).[46]
- 7 de març - París: Carme Ballester i Llasat, activista pels drets de les dones, republicana, d'esquerres, independentista i la segona esposa del president Lluís Companys (n. 1900).
- 25 de març - València: Francisco Javier Goerlich Lleó, arquitecte valencià.
- 26 d'abril - Barcelona, Catalunya: Martí Barrera i Maresma, polític català, membre d'Esquerra Republicana de Catalunya (n. 1889).[47]
- 27 d'abril - Sant Cugat del Vallès: Gabriel Ferrater i Soler, poeta, crític, traductor i lingüista català (n. 1922).[48]
- 2 de maig - Sabadell: Pere Monistrol i Masafret, fotògraf i futbolista català.
- 25 de maig - Godella: Josefina Robledo Gallego, guitarrista valenciana (n. 1897).[49]
- 12 de juny - València: Raquel Payà, pedagoga valenciana (n. 1918).
- 22 de juliol - Ciutat de Mèxic: Max Aub, escriptor valencià d'origen franco-alemany (69 anys).[50]
- 28 d'agost - Bilbao: Emma Chacón i Lausaca, pianista i compositora catalana establerta al País Basc (n. 1886).[51]
- 30 de setembre, Els Hostalets d'en Bas: Mercè Bayona i Codina, poetessa catalana.[52]
- 27 de novembre - València: Joan Pere Segura de Lago, arquitecte valencià.
- 1 de desembre - Barcelona: Maria Rusiñol i Denís, pintora, poeta i novel·lista catalana (n. 1887).[53]
- 5 de desembre - Vilanova i la Geltrú: Maria Pérez i Peix escultora catalana (n. 1879).[54]
- 12 de desembre - Sabadell: Esteve Maria Relat i Corominas, metge i alcalde de Sabadell del 1923 al 1930.
- Barcelona: Pau Maria Turull i Fournols, escriptor i advocat català (n. 1878).[55]

Resta del món
- 23 de gener, Warminster: Maxwell Armfield, il·lustrador i escriptor anglès.
- 27 de gener, Nova Orleans, Louisiana (EUA): Mahalia Jackson, cantant de gòspel, pianista, saxofonista i trompetista (n. 1911).[56]
- 11 de febrer, Chapel Hill: Josephine de Boer, filòloga estatunidenca, pionera dels estudis de catalanística a Nord-amèrica (n. 1886).[57]
- 20 de febrer, San Diego, Califòrnia (EUA): Maria Göppert-Mayer, física estatunidenca d'origen alemany, Premi Nobel de Física de l'any 1963 (n. 1906).[58]
- 27 de març, Laren, Països Baixos: Maurits Cornelis Escher, artista neerlandès (73 anys).[59]
- 6 d'abril, Bonn, República Federal Alemanya: Heinrich Lübke, President de la República Federal Alemanya (79 anys).[60]
- 16 d'abril, Kamakura, Japó: Yasunari Kawabata, escriptor japonès, Premi Nobel de Literatura del 1968 (72 anys).[61]
- 23 d'abril, Santa Eugènia (municipi de Mallorca): Gabriel Coll i Mulet, pedagog mallorquí
- 27 d'abril, Bucarest,(Romania): Kwame Nkrumah, va ser un del polítics líders de la independència de Ghana.(n. 1909).[62]
- 30 d'abril, Lausana, Suïssa: Clara Campoamor Rodríguez, advocada, escriptora, política i defensora dels drets de la dona (84 anys).[63]
- 2 de maig, Washington DC, Estats Units d'Amèrica: John Edgar Hoover, fundador del Federal Bureau of Investigation (FBI) (n. 1895).[64]
- 4 de maig, Princeton, Nova Jersey (EUA): Edward Calvin Kendall, químic nord-americà, Premi Nobel de Medicina o Fisiologia de l'any 1950 (n. 1886).[65]
- 10 de maig, Londres: Geraldine Beamish, tennista anglesa, medallista als Jocs Olímpics d'Anvers (n. 1883).[66]
- 22 de maig, Buckinghamshire, Anglaterra: Margaret Rutherford, actriu britànica (n. 1892).[67]
- 24 de maig, Copenhaguen, Dinamarca: Asta Nielsen, actriu de cinema danesa i la primera gran estrella del cinema mut (n. 1881).[68]
- 28 de maig, 
  - Faucon: Violette Leduc, escriptora francesa (n. 1907).[69]
  - París (França): Eduard VIII del Regne Unit, rei de la Gran Bretanya i d'Irlanda del Nord, d'Irlanda i dels Dominis britànics d'ultramar, i emperador de l'Índia. Abdicà de la corona per tal de poder-se casar amb la dues vegades divorciada Wallis Simpson (n. 1894)[70]
- 13 de juny, Honolulu, Hawaii (EUA): Geog von Békésy, biofísic hongarès, Premi Nobel de Medicina o Fisiologia de l'an 1961 (n. 1899).[71]
- 27 de juliol, Schruns, Àustria: Richard Nikolaus Graf Coudenhove-Kalergi, polític i geopolític txec, d'ascendència austríaca i japonesa, precursor del moviment paneuropeu (n. 1894).[62]
- 31 de juliol, Braine-l'Alleud (Bèlgica): Paul-Henri Spaak, polític belga, tres vegades Primer Ministre de Bèlgica, que fou President de l'Assemblea Comuna de la Comunitat Europea del Carbó i l'Acer (CECA) i Secretari General de l'OTAN (n. 1899).[72]
- 11 d'agost, New Haven, Connecticut (EUA): Max Theiler, bacteriòleg sud-africà, Premi Nobel de Medicina o Fisiologia de l'any 1951 (n. 1899).
- setembre: Armando Carvajal Quiroz, compositor i director d'orquestra
- 1 de setembre: 
  - He Xiangning, revolucionària, feminista, política, pintora i poeta xinesa.
  - Pasadena, Califòrnia: May Aufderheide, compositora estatunidenca de ragtime (n. 1888).[73]
- 14 de setembre, San Francisco: Louise Arner Boyd, exploradora americana de Groenlàndia i l'Àrtida, fotògrafa i escriptora (n. 1887).[74]
- 25 de setembre, Avellaneda: Alejandra Pizarnik, poeta i traductora argentina (n. 1936).[75]
- 1 de novembre, Venècia, Itàlia: Ezra Pound, poeta nord-americà (87 anys).
- 16 de novembre, Baden bei Wien: Vera Karalli, ballarina i actriu russa, pionera del cinema de dansa.[76]
- 3 de desembre, Madrid: Pura Maortua, directora teatral espanyola del segle xx (n. 1883).[77]
- 26 de desembre, Kansas City (Missouri), Estats Units: Harry Truman, 32è President dels Estats Units (n. 1894).
- 27 de desembre, Ottawa, Canadà: Lester Bowles Pearson, dilpomàtic i polític canadenc, Premi Nobel de la Pau de l'any 1957 (n. 1897).
- Madrid: Emilio Novoa González, radiotelegrafista i polític gallec, governador civil durant la Segona República Espanyola (n. 1895).